# Кемпниця
Кемпниця (пол. Kępnica, нім. Deutsch Kamnitz) — село в Польщі, у гміні Ниса Ниського повіту Опольського воєводства.
Населення — 677 осіб (2011).

## Демографія
Демографічна структура станом на 31 березня 2011 року:
|          | Загалом | Допрацездатний вік | Працездатний вік | Постпрацездатний вік |
| -------- | ------- | ------------------ | ---------------- | -------------------- |
| Чоловіки | 364     | 95                 | 249              | 20                   |
| Жінки    | 313     | 56                 | 204              | 53                   |
| Разом    | 677     | 151                | 453              | 73                   |